# بدر الميمني
بدر مبارك الميمني، من مواليد 16 يوليو 1984 في عمان، لاعب كرة قدم عماني ويلعب مع نادي الاتفاق السعودي ومنتخب عمان لكرة القدم.
بدأ الميمني مسيرته الكروية في موسم 2003/2004 مع نادي مسقط العماني، وفي موسم 2004/2005 انتقل إلى نادي الرياض السعودي، ومنذ عام 2005 وهو يلعب مع نادي الأهلي القطري وفي عام 2010
لعب بدر الميمني مع منتخب عمان لكرة القدم منذ عام 2004، وقد شارك في كأس آسيا 2004 و2007.

## كأس الخليج

### كأس الخليج 2003
و قد سجل هدف في مرمى منتخب قطر لكرة القدم.

### كأس الخليج 2004
و قد سجل هدف في مرمى منتخب الإمارات لكرة القدم، وقد سجل هدف في مرمى منتخب البحرين لكرة القدم، وقد سجل هدف في مرمى منتخب قطر لكرة القدم.

### كأس الخليج 2007
و قد سجل هدف في مرمى منتخب البحرين لكرة القدم.

## كأس آسيا 2007
و قد سجل هدف منتخب عمان لكرة القدم في مباراته أمام منتخب أستراليا لكرة القدم، وهو أول لاعب يسجل هدف في مرمى منتخب أستراليا لكرة القدم في كأس آسيا.

## روابط خارجية
- بدر الميمني على موقع الاتحاد الدولي (مؤرشف)  (الإنجليزية)
- بدر الميمني على موقع قاعدة بيانات كرة القدم.إي يو (الإنجليزية)
- بدر الميمني على موقع ناشيونال فوتبول تيمز (الإنجليزية)
- بدر الميمني على موقع Soccerway.com (الإنجليزية)
- بدر الميمني على موقع كووورة